# Duy Nhất
Duy Nhất là một xã cũ thuộc huyện Vũ Thư, tỉnh Thái Bình, Việt Nam.
Xã có diện tích 10,14 km², dân số năm 1999 là 9.144 người, mật độ dân số đạt 902 người/km².

## Vị trí địa lý
Xã nằm ở cực nam Huyện Vũ Thư.
- Phía đông bắc giáp xã Vũ Tiến
- Phía tây nam giáp xã Hồng phong
- Phía tây bắc huyện Nam Trực, tỉnh Nam Định
- Phía đông nam giáp huyện Trực Ninh, tỉnh Nam Định

## Lịch sử
Theo Nghị quyết số 1666/NQ-UBTVQH15 ra tháng 6 năm 2025, sáp nhập tỉnh Thái Bình vào tỉnh Hưng Yên, giải thể đơn vị hành chính cấp huyện là Vũ Thư. Thành lập xã Vũ Tiên trên cơ sở hợp nhất diện tích tự nhiên và dân số của các đơn vị hành chính cấp xa của huyện này là Vũ Đoài, Duy Nhất, Hồng Phong và Vũ Tiến.

## Hành chính
Xã Duy Nhất có 10 thôn gồm:
- Thôn Đức Long
- Thôn Dũng Nghĩa
- Thôn Dũng Nhuệ
- Thôn Hành Dũng Nghĩa
- Thôn Minh Hồng
- Thôn Tân Trung
- Thôn Thiện Long
- Thôn Trường Xuân
- Thôn Văn Lâm
- Thôn Văn Thái

## Chùa Keo
Chùa Keo (tên chữ: Thần Quang tự) là một ngôi chùa ở đầu thôn Dũng Nghĩa. Đây là một trong những ngôi chùa cổ ở Việt Nam được bảo tồn hầu như còn nguyên vẹn kiến trúc 400 năm tuổi.
Tương truyền, nguyên thủy chùa do Thiền sư Dương Không Lộ xây dựng ở ven sông Hồng từ năm 1061 dưới thời Lý Thánh Tông, tại hương Giao Thủy, phủ Hà Thanh (nay thuộc huyện Giao Thủy, tỉnh Nam Định). Tuy nhiên, theo Thánh tổ thực lục diễn ca lưu giữ ở chùa thì ban đầu chùa Keo có tên gọi là Nghiêm Quang tự, sư tổ của chùa chính là Lý Triều Quốc Sư: Thiền sư Nguyễn Minh Không (pháp hiệu là Không Lộ).